# Pont des Ânes
Le pont des Ânes ou pont de la Bogne est un pont de pierre situé à la fois à Les Cabannes et à Vindrac-Alayrac, dans le Tarn, en région Occitanie. Il enjambe le ruisseau du Cérou.

## Histoire
Le pont des Ânes est un pont à double arche, construit au XIVe siècle pour assurer le trafic des ânes et muletiers que nécessitait l'ancien moulin de la Bogne, pour l'activité de meunerie.
Le pont des Ânes est inscrit au titre de Monuments Historique depuis le 19 juillet 2006.

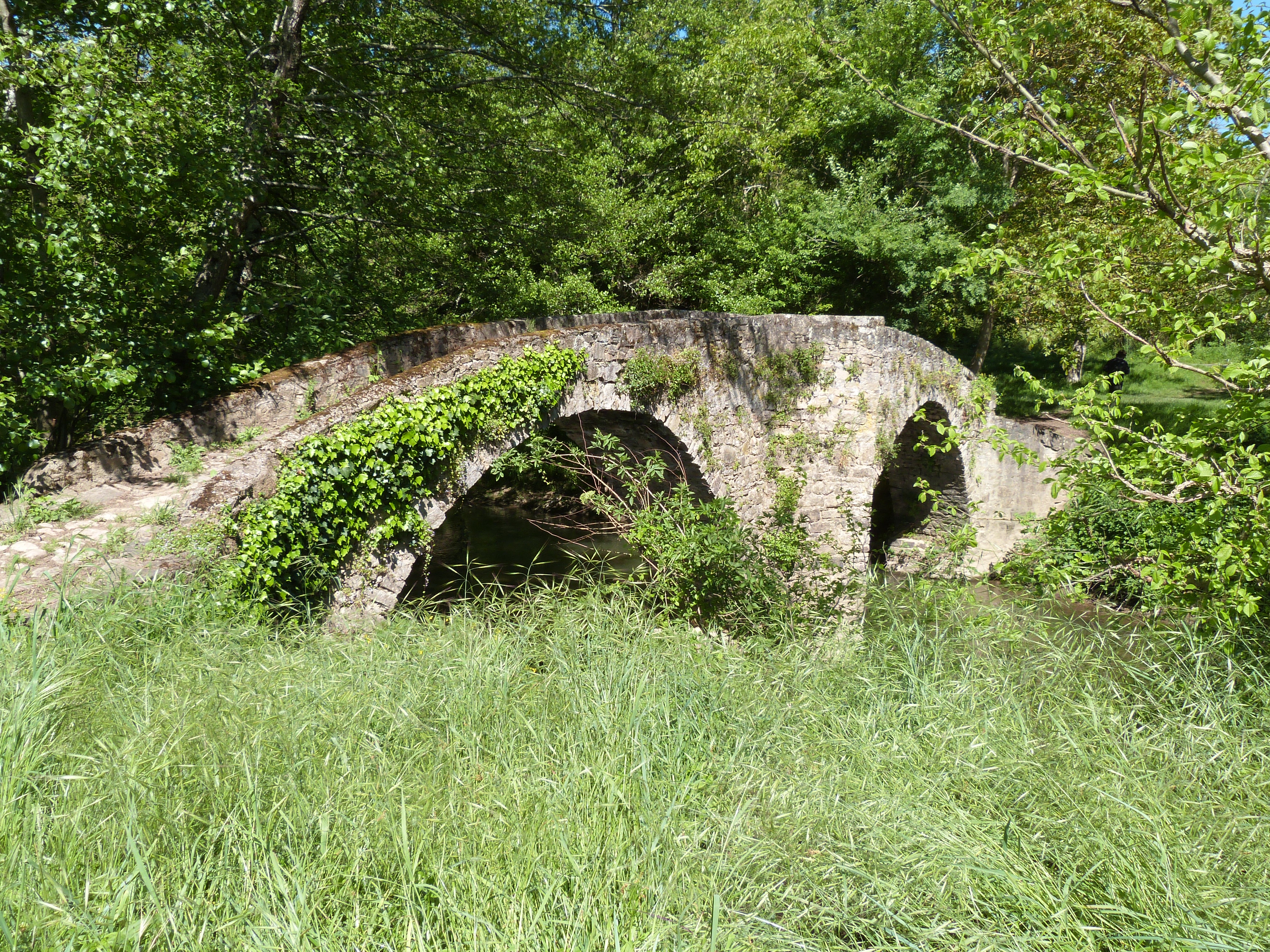
Le pont des Ânes.
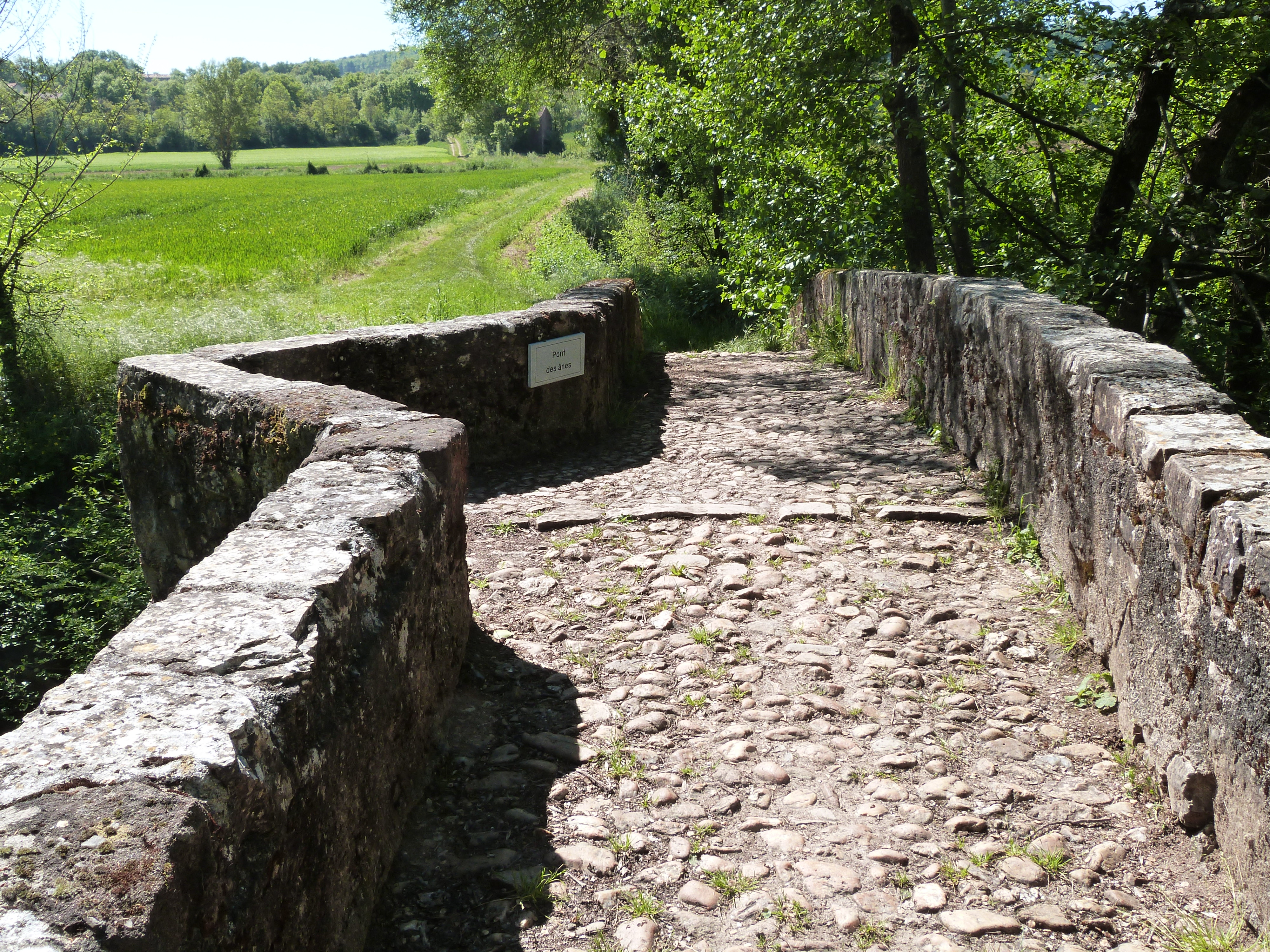
Le tablier du pont des Ânes.